# Wallacea

Wallacea designa les illes i els fons marins situats a la zona vermella. Cap a l'est i el sud d'aquesta àrea, la plataforma de Sahul; més enllà de la frontera occidental i nord, la plataforma de Sunda. La línia blava correspon a la línia de Weber.

Wallacea és una regió biogeogràfica d'Indonèsia, composta per diversos grups d'illes i els fons marins que les envolten. Constitueix una zona intermèdia entre Àsia i Oceania, de les quals està separada per dues fosses marines profundes marcades per la línia de Wallace i la línia de Lydekker.
Inclou la major part de les illes menors de la Sonda (Nusa Tenggara  en indonesi) com Lombok, Sumbawa, Komodo, Flores i Sumba; illa de Timor; Cèlebes, les illes Moluques Septentrionals ( Maluku Utara ) amb l'illa de Halmahera, i les Moluques (Maluku) llevat de les illes Aru que pertanyen a la placa de Sahul (Australàsia).
Les illes de Wallacea s'estenen entre la plataforma de Sonda (extensió del sud-est asiàtic que comprèn la península Malaia, Sumatra, Borneo, Java i Bali) a l'oest, i la plataforma Sahul (Austràlia, Nova Guinea i les illes Aru) a l'est i sud-est. La superfície terrestre de Wallacea cobreix 338.494 km².
Wallacea és una de les regions de major biodiversitat del món i una de les que compta amb més espècies endèmiques zoològiques i botàniques. Està també greument amenaçada per l'activitat humana, motiu pel qual ha estat identificada per l'organització Conservation International com un dels 32 "punts calents de biodiversitat" del món.

## Delimitació biogeogràfica

Aquest mapa de Wallacea mostra les tres línies (Wallace, Weber i Lydekker) que defineixen els límits biogeogràfics de Wallacea

El límit entre la placa de la Sonda i Wallacea és definit per la línia Wallace, que pren el nom del naturalista Alfred Russel Wallace, qui va observar marcades diferències en la fauna de les illes situades a banda i banda de la línia. Les illes situades a l'oest de la línia (Sumatra, Java, Bali, i Borneo) comparteixen una fauna similar a la del sud-est asiàtic, en particular mamífers com els tigres, rinoceronts i simis. La glaciació del Plistocè havia fet baixar el nivell dels mars fins a deixar al descobert la plataforma continental de la Sonda, de tal manera que aquestes illes estaven unides per terra i perllongaven el continent asiàtic. Els animals terrestres podien per tant desplaçar-se fàcilment des d'Àsia fins a la vora de la plataforma emergida, marcat per la profunda fossa de Wallace que sempre va estar sota les aigües.
La mateixa situació es repeteix l'est de Wallacea. En el Plistocè, Austràlia (juntament amb Tasmània), Nova Guinea i les illes Aru constituïen un únic continent emergit (Sahul) separat de Wallacea per una altra fossa marina, la línia de Lydekker. Una vegada més, només les espècies capaces de franquejar grans espais marítims van arribar a poblar les illes de Wallacea.
Per aquest motiu, les illes de Wallacea tenen molt pocs mamífers terrestres, aus terrestres i peixos d'aigua dolça d'origen continental, pel fet que aquests animals tenen grans dificultats per creuar el mar obert. No obstant això, moltes espècies d'ocells, rèptils i insectes van ser capaces de creuar els estrets, d'Àsia i des d'Austràlia.
La fauna i la flora procedents de l'est o l'oest de Wallacea s'equilibren en un punt intermedi al llarg d'una tercera línia anomenada línia de Weber. A l'oest de la línia, més del 50% de les espècies són d'origen asiàtic mentre que a l'est més del 50% és d'origen australià i de Nova Guinea. La línia de Weber determina per tant el veritable límit zoològic entre la regió indomalaya (la Sonda) i Austràlia-Nova Guinea (Sahul).

## Una biodiversitat única
La regió té nombroses espècies animals úniques en el món que van evolucionar aïlladament a les illes. Té també espècies representatives de les regions biogeogràfiques indo-malaia i Australàsia.

### Flora i fauna
Encara que la flora de Wallacea no es conegui encara del tot, les investigacions dutes a terme fins a principis del segle XXI han registrat 1.500 espècies vasculars endèmiques que representen 15% del total de les espècies presents a Wallacea. Han registrat també 15 gèneres endèmics.
A diferència dels boscos del sud-est asiàtic, rics en arbres d'alt valor comercial, els boscos tropicals de Wallacea tenen poques espècies Dipterocarpaceae. Entre els arbres aprofitables comercialment hi ha el kauri (Agathis), Pterocarpus indicus i Eucaliptus deglupta.
De les 220 espècies de mamífers censades en Wallacea, 125 no existeixen en cap altre lloc del món. Si es resten les nombrosíssimes espècies de ratpenats que van poder dispersar pel fet que poden volar, s'arriba a un 88% d'endemisme. Entre els mamífers més excepcionals es poden citar:
- El babirussa (Babyrousa babyrussa), una espècie de porc senglar;
- Dos tipus de búfals nans o anoas, Bubalus depressicornis i Bubalus quarlesi, que només es troben en Cèlebes;
- La civeta Macrogalidia musschenbroekii, endèmica en Cèlebes;
- 25 espècies de rosegadors;
- Nombroses espècies de primats.

Al voltant d'un terç dels mamífers endèmics de Wallacea estan en perill d'extinció.
S'han identificat 650 espècies d'ocells en Wallacea, de les quals 265 són endèmiques, i 29 gèneres endèmics. L'illa Cèlebes és la que compta amb més varietats d'ocells: 365 espècies de les quals 96 són endèmiques. L'organització Bird Life Internacional ha identificat 10 àrees d'ocells endèmics ( Endemic Bird Àrees , ves) a Wallacea. Entre les espècies més amenaçades es troben les aus del paradís, tots de la família Paradisaeidae.
Wallacea compta amb 220 espècies de rèptils, de les quals un centenar són endèmiques. També hi ha 3 gèneres endèmics de serps: Calamorhabdium, Rabdion i Cyclotyphlops.
Però el rèptil més emblemàtic de Wallacea és sense cap dubte el dragó de Komodo (Varanus komodoensis), el llangardaix més gran del món. Es troba a les illes de Komodo, Padar, Rinca i Flores, a les illes menors de la Sonda.
S'han censat 300 espècies de peixos de riu a Wallacea, de les quals 75 són endèmics. Gairebé tots els peixos d'aigua dolça de la zona poden viure en aigua de mar.

## Un ecosistema amenaçat
Com a la resta del món, els ecosistemes de Wallacea van començar a veure's particularment afectats per les activitats humanes en el transcurs del segle xx, durant el qual la població d'Indonèsia quadruplicar. Per alleujar la pressió demogràfica, el programa de transmigració aplicat pel govern indonesi de Suharto va poblar sense discerniment petites illes amb un equilibri ecològic és particularment fràgil a causa de la seva reduïda mida.
Els immensos incendis provocats per la tala a gran escala dels boscos, sovint il legal, s'han vist agreujats pels incendis associats al fenomen de El Niño que ha assolat la regió des de 1997. El consegüent empobriment d'àmplies regions convertides en sabanes seques està preocupant tant el govern indonesi com la comunitat internacional.
L'explotació fustera i minera indiscriminada, així com les plantacions agrícoles extensives es perfilen com els més grans perills per als ecosistemes de Wallacea. Es calcula que només queda el 45% de la superfície arbòria de les illes, de la qual 15% està en estat verge. Aquests percentatges varien considerablement d'una illa a una altra: s'estima que a les illes menors de la Sonda queda el 7% del bosc original mentre que aquesta taxa puja a 42% en Cèlebes.
La biodiversitat de Wallacea, de la mateixa manera que a la resta de l'estat d'Indonèsia, es veu igualment amenaçada per la sobrepesca, l'aqüicultura i la Camaronicultura intensiva i poc reglamentada que implica la destrucció dels manglars que protegeixen les costes de les illes.

## Mesures de protecció[3]
Des de principis de la dècada de 1980, el govern indonesi ha creat parcs nacionals i reserves naturals terrestres i marines per tal de mitigar i corregir els espolis duts a terme sota el govern de l'anterior president Suharto. A través de l'Institut Indonesi de les Ciències ( Indonesian Institute of Science , Lipi), l'estat desenvolupa una tasca de protecció, de gestió sostenible dels recursos naturals i d'educació mediambiental de les poblacions locals en estreta col·laboració amb les següents ONG internacionals:
- Fons Mundial per la Natura (World Wildlife Fund, WWF)
- Indonèsia Wetlands International (Asian Wetland Bureau)
- BirdLife International (International Council for Bird Preservation)
- Association BirdLife Indonèsia
- The Nature Conservancy
- Wildlife Conservation Society
- Conservation International
- Fauna & Flora International
- International Rhino Fund

En col·laboració amb investigadors internacionals, el Lipi realitza la catalogació de les espècies zoològiques i botàniques del país, i impulsa el descobriment de noves espècies.
No obstant això, les mesures de protecció ambientals encara afecten poques illes de Wallacea i es concentren en Cèlebes, la seva illa més gran i de més riquesa i diversitat biològica. Cèlebes té dos parcs nacionals terrestres, Lore Lindu National Park i Bogani-Nani Wartabone National Park, i dos reserves marines considerades entre les de major biodiversitat del món, Bunaken National Park i Taka Bonerate National Marine Park.
Nusa Tenggara i les illes Moluques gaudeixen de menys protecció. Tenen poques zones protegides, com els parcs nacionals de Komodo, Gunung Rinjani, Manupeu-Tanah Daru i Laiwangi-Wanggameti a la província de Nusa Tenggara, i el Manusela National Park, únic parc nacional de les Moluques. Les àrees protegides es troben sobretot a la regió de les illes de Flores, Sumba i SERAM, mentre que l'illa de Halmahera, el territori es troba en la seva majoria ocupat per concessions forestals gestionades per companyies privades, segueix patint una degradació progressiva. Les mesures de protecció adoptades en les Moluques són pràcticament inapreciables.